# Tirso de Molina
Tirso de Molina, pseudonimo di Gabriel Téllez (Madrid, 1579 – Almazán, 1648), è stato un religioso, drammaturgo e poeta spagnolo.

## Biografia
È stato una delle principali figure del teatro del siglo de oro.
Nacque nel seno di un'umile famiglia di domestici dei conti di Molina de Herrera. Dopo gli studi regolari svolti nel centro universitario della capitale presso Alcalá, nel 1601, entrò nell'Ordine della Mercede. Per conto di tale Ordine svolse anche un'importante missione nelle Americhe (fu visitatore a Santo Domingo dove svolse, tra gli altri, il ruolo di insegnante). Ancor prima di intraprendere tale viaggio (1616-1618) era già noto come drammaturgo nelle accademie e a corte.
Fu un seguace di Lope de Vega con cui si intravedono varie affinità, quali la libertà tecnica e nell'innumerevole serie di invenzioni drammatiche che consentirono al teatro spagnolo di assumere l'egemonia in campo europeo per almeno un secolo.
Nonostante l'intimazione di un tribunale ecclesiastico a non scrivere più per il teatro, nel 1627 pubblicò la prima delle cinque Parti (Partes) in cui sono raccolte le sue opere teatrali, pur ritirandosi parzialmente dalla vita pubblica.
Le altre quattro "Parti" furono pubblicate a cura del nipote, Francisco Lucas de Avila.
Nel frattempo divenne significativa anche la sua carriera ecclesiastica nell'ordine della Mercede, dove venne nominato unico cronista (1634).
Tirso de Molina ha raggiunto fama universale come autore di L'ingannatore di Siviglia e il convitato di pietra, il dramma in cui viene rappresentata la storia di Don Giovanni, che diede poi l'ispirazione a tantissime altre opere teatrali, in prosa e in musica, di cui la più nota è il Don Giovanni di Mozart. Recentemente studi  hanno dimostrato che l'attribuzione dell'opera a Tirso de Molina è tutt'altro che certa, in quanto si potrebbe trattare di un'operazione pubblicitaria da parte di un commediografo minore (probabilmente Andrés de Claramonte).
Tirso de Molina ha scritto anche due opere in prosa: I villini di Toledo (Los cigarrales de Toledo, 1621), un'opera in prosa in cui fantasia e realtà, spesso autobiografica, si intrecciano, e una raccolta di racconti brevi, Dilettare con giovamento (Deleitar aprovechando, 1635) dagli accenti moralistici.
Tra le sue opere si annoverano la Historia general de la órden de la Merced ("Storia generale dell'ordine della Mercede"), i drammi biblici come La venganza di Tamar ("La vendetta di Tamar") del 1634, i drammi sacri quali per esempio La santa Juana ("Santa Giovanna"), le commedie d'amore e quelle di argomento leggendario.
Ottenne nel 1645 la nomina di superiore del convento di Soria, dove trascorse gli ultimi anni di vita.